# Molières (Dordogne)
Pour les articles homonymes, voir Molières.
Molières est une commune française située dans le département de la Dordogne, en région Nouvelle-Aquitaine.

## Géographie

### Généralités
Au sud du département de la Dordogne, en Bergeracois, la commune de Molières est située en rive gauche de la Dordogne.
Le bourg de Molières, 500 mètres au nord de la route départementale 27, se situe, en distances orthodromiques, huit kilomètres au sud-est de Lalinde et autant au sud-ouest du Buisson-de-Cadouin.
Le territoire communal est également desservi par la route départementale 25 au sud-est. Il est longé au nord-est par la RD28.

### Communes limitrophes
Molières est limitrophe de six autres communes.
| Badefols-sur-Dordogne | Calès              |                       |
| Pontours              | Molières           | Le Buisson-de-Cadouin |
| Bourniquel            | Saint-Avit-Sénieur |                       |

### Géologie et relief

#### Géologie
Situé sur la plaque nord du Bassin aquitain et bordé à son extrémité nord-est par une frange du Massif central, le département de la Dordogne présente une grande diversité géologique. Les terrains sont disposés en profondeur en strates régulières, témoins d'une sédimentation sur cette ancienne plate-forme marine. Le département peut ainsi être découpé sur le plan géologique en quatre gradins différenciés selon leur âge géologique. Molières est située dans le troisième gradin à partir du nord-est, un plateau formé de calcaires hétérogènes du Crétacé.
Les couches affleurantes sur le territoire communal sont constituées de formations superficielles du Quaternaire et de roches sédimentaires datant pour certaines du Cénozoïque, et pour d'autres du Mésozoïque. La formation la plus ancienne, notée c5c, date du Campanien 3, une alternance de marnes à glauconie et de calcaires crayo-marneux jaunâtres. La formation la plus récente, notée CFvs, fait partie des formations superficielles de type colluvions carbonatées de vallons secs : sable limoneux à débris calcaires et argile sableuse à débris. Le descriptif de ces couches est détaillé dans les feuilles « no 807 - Le Bugue » et « no 831 - Belvès » de la carte géologique au 1/50 000 de la France métropolitaine, et leurs notices associées,.

Carte géologique de Molières.

#### Relief et paysages
Le département de la Dordogne se présente comme un vaste plateau incliné du nord-est (491 m, à la forêt de Vieillecour dans le Nontronnais, à Saint-Pierre-de-Frugie) au sud-ouest (2 m à Lamothe-Montravel). L'altitude du territoire communal varie quant à elle entre 65 m au nord, là où le Bélingou quitte la commune pour entrer sur celle de Calès et 205 m au sud-est, près du lieu-dit la Bessoulade, en limite de la commune du Buisson-de-Cadouin.
Dans le cadre de la Convention européenne du paysage entrée en vigueur en France le 1er juillet 2006, renforcée par la loi du 8 août 2016 pour la reconquête de la biodiversité, de la nature et des paysages, un atlas des paysages de la Dordogne a été élaboré sous maîtrise d’ouvrage de l’État et publié en octobre 2020. Les paysages du département s'organisent en huit unités paysagères et 14 sous-unités. La commune fait partie du Périgord noir, un paysage vallonné et forestier, qui ne s’ouvre que ponctuellement autour de vallées-couloirs et d’une multitude de clairières de toutes tailles. Il s'étend du nord de la Vézère au sud de la Dordogne (en amont de Lalinde) et est riche d’un patrimoine exceptionnel.
La superficie cadastrale de la commune publiée par l'Insee, qui sert de référence dans toutes les statistiques, est de 21,22 km2,,. La superficie géographique, issue de la BD Topo, composante du Référentiel à grande échelle produit par l'IGN, est quant à elle de 21,08 km2.

### Hydrographie

#### Réseau hydrographique

Réseaux hydrographique et routier de Molières.

La commune est située dans le bassin de la Dordogne au sein du Bassin Adour-Garonne. Elle est drainée par le Bélingou et le Roumaguet, qui constituent un réseau hydrographique de 11,5 km de longueur totale,.
Le territoire communal est limité au nord-est sur plus de quatre kilomètres par un affluent de rive gauche de la Dordogne, le Bélingou, face à Saint-Avit-Sénieur, et au sud-ouest par un affluent de rive droite de la Couze, le Roumaguet, sur près de quatre kilomètres et demi, face au Buisson-de-Cadouin.

#### Gestion et qualité des eaux
Le territoire communal est couvert par le schéma d'aménagement et de gestion des eaux (SAGE) « Dordogne Atlantique ». Ce document de planification, dont le territoire correspond au sous‐bassin le plus aval du bassin versant de la Dordogne (aval de la confluence Dordogne - Vézère)., d'une superficie de 2 700 km2 est en cours d'élaboration. La structure porteuse de l'élaboration et de la mise en œuvre est l'établissement public territorial de bassin de la Dordogne (EPIDOR). Il définit sur son territoire les objectifs généraux d’utilisation, de mise en valeur et de protection quantitative et qualitative des ressources en eau superficielle et souterraine, en respect des objectifs de qualité définis dans le troisième SDAGE du Bassin Adour-Garonne qui couvre la période 2022-2027, approuvé le 10 mars 2022.
La qualité des eaux de baignade et des cours d’eau peut être consultée sur un site dédié géré par les agences de l’eau et l’Agence française pour la biodiversité.

### Climat
Pour des articles plus généraux, voir Climat de la Nouvelle-Aquitaine et Climat de la Dordogne.
Historiquement, la commune est exposée à un climat océanique aquitain.  
En 2020, Météo-France publie une typologie des climats de la France métropolitaine dans laquelle la commune est exposée à un climat océanique altéré et est dans la région climatique  Aquitaine, Gascogne, caractérisée par une pluviométrie abondante au printemps, modérée en automne, un faible ensoleillement au printemps, un été chaud (19,5 °C), des vents faibles, des brouillards fréquents en automne et en hiver et des orages fréquents en été (15 à 20 jours).
Pour la période 1971-2000, la température annuelle moyenne est de 12,6 °C, avec  une amplitude thermique annuelle de 15,3 °C. Le cumul annuel moyen de précipitations est de 903 mm, avec 11,7 jours de précipitations en janvier et 6,8 jours en juillet. Pour la période 1991-2020, la température moyenne annuelle observée sur la station météorologique la plus proche, située sur la commune de Pays de Belvès à 15 km à vol d'oiseau, est de 13,0 °C et le cumul annuel moyen de précipitations est de 888,2 mm,. Pour l'avenir, les paramètres climatiques de la commune estimés pour 2050 selon différents scénarios d’émission de gaz à effet de serre sont consultables sur un site dédié publié par Météo-France en novembre 2022.

## Urbanisme

### Typologie
Au 1er janvier 2024, Molières est catégorisée commune rurale à habitat très dispersé, selon la nouvelle grille communale de densité à 7 niveaux définie par l'Insee en 2022.
Elle est située hors unité urbaine et hors attraction des villes,.

### Occupation des sols
L'occupation des sols de la commune, telle qu'elle ressort de la base de données européenne d’occupation biophysique des sols Corine Land Cover (CLC), est marquée par l'importance des forêts et milieux semi-naturels (54,1 % en 2018), en augmentation par rapport à 1990 (51,9 %). La répartition détaillée en 2018 est la suivante : 
forêts (54,1 %), zones agricoles hétérogènes (22,9 %), prairies (16 %), terres arables (7 %). L'évolution de l’occupation des sols de la commune et de ses infrastructures peut être observée sur les différentes représentations cartographiques du territoire : la carte de Cassini (XVIIIe siècle), la carte d'état-major (1820-1866) et les cartes ou photos aériennes de l'IGN pour la période actuelle (1950 à aujourd'hui).

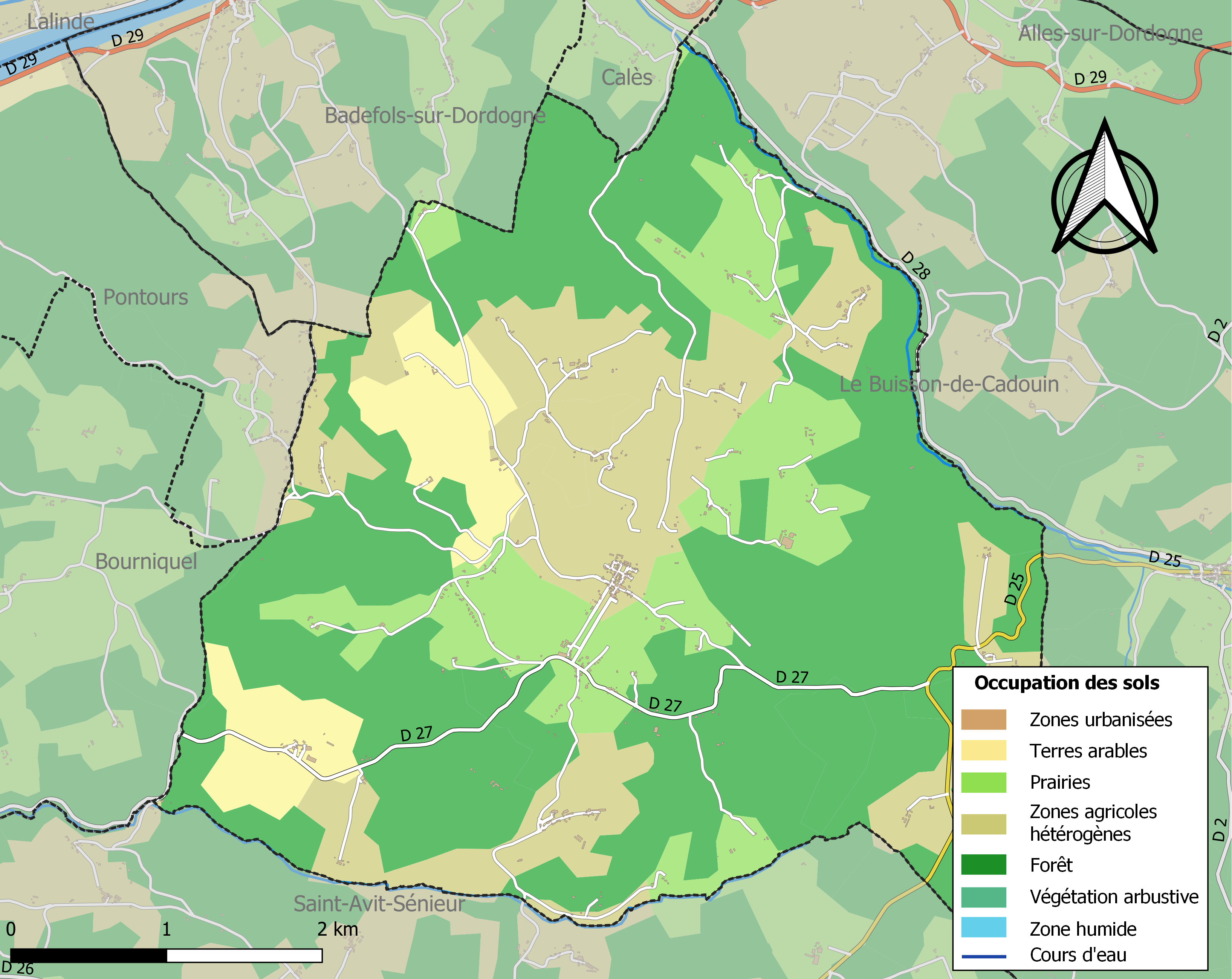
Carte des infrastructures et de l'occupation des sols de la commune en 2018 (CLC).

### Prévention des risques
Le territoire de la commune de Molières est vulnérable à différents aléas naturels : météorologiques (tempête, orage, neige, grand froid, canicule ou sécheresse), feux de forêts, mouvements de terrains et séisme (sismicité très faible). Un site publié par le BRGM permet d'évaluer simplement et rapidement les risques d'un bien localisé soit par son adresse soit par le numéro de sa parcelle.
Molières est exposée au risque de feu de forêt. L’arrêté préfectoral du 14 mars 2013 fixe les conditions de pratique des incinérations et de brûlage dans un objectif de réduire le risque de départs d’incendie. À ce titre, des périodes sont déterminées : interdiction totale du 15 février au 15 mai et du 15 juin au 15 octobre, utilisation réglementée du 16 mai au 14 juin et du 16 octobre au 14 février. En septembre 2020, un plan inter-départemental de protection des forêts contre les incendies (PidPFCI) a été adopté pour la période 2019-2029,.

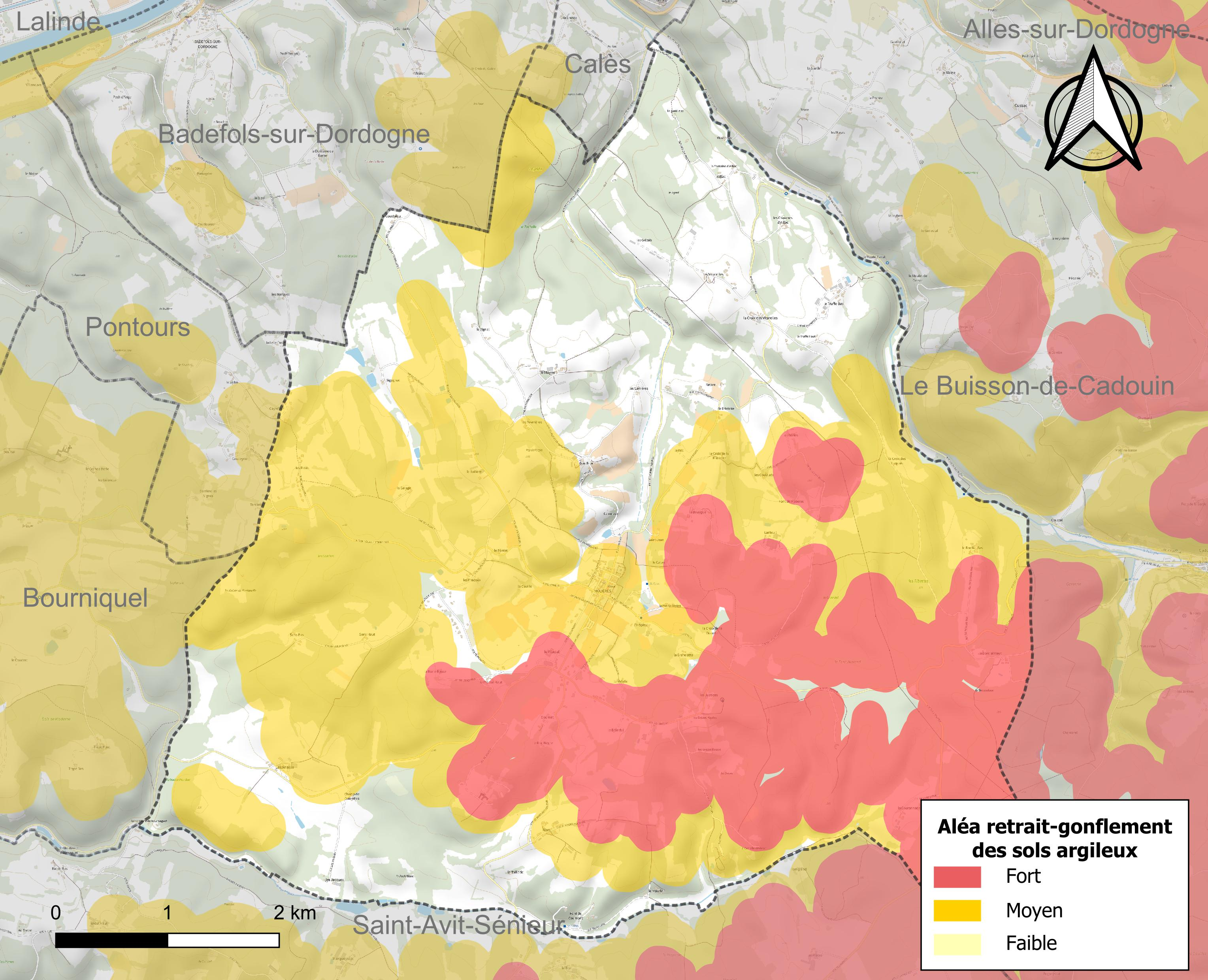
Carte des zones d'aléa retrait-gonflement des sols argileux de Molières.

Les mouvements de terrains susceptibles de se produire sur la commune sont des tassements différentiels. Le retrait-gonflement des sols argileux est susceptible d'engendrer des dommages importants aux bâtiments en cas d’alternance de périodes de sécheresse et de pluie. 64,6 % de la superficie communale est en aléa moyen ou fort (58,6 % au niveau départemental et 48,5 % au niveau national métropolitain). Depuis le 1er octobre 2020, en application de la loi ÉLAN, différentes contraintes s'imposent aux vendeurs, maîtres d'ouvrages ou constructeurs de biens situés dans une zone classée en aléa moyen ou fort,.
La commune a été reconnue en état de catastrophe naturelle au titre des dommages causés par les inondations et coulées de boue survenues en 1982 et 1999, par la sécheresse en 1989, 2005 et 2011 et par des mouvements de terrain en 1999.

## Toponymie
En occitan, la commune porte le nom de Molièras.

## Histoire
Molières est au départ une bastide anglaise fondée en 1284 par le sénéchal Jean Ier de Grailly à la demande du roi Édouard Ier d'Angleterre qui a doté la ville d'une charte de libertés et coutumes datée du 27 novembre 1285. Elle est confirmée par François Ier en octobre 1533, et Henri II en mai 1551.
C'est Guillaume de Biron, seigneur de Montferrand, qui avait fait don en 1272 d'une terre dans la paroisse Saint-Jean-de-Molières (Sancti Johannis de Molerii) afin d'y élever une bastide. De cette paroisse primitive, il ne reste qu'un lieu-dit Saint-Jean, qui se trouve près du cimetière, au nord du village. En 1115, cette paroisse est mentionnée dans un acte concernant l'abbaye de Cadouin.
L'archéologie a fourni quelques pièces gallo-romaines, découvertes avant 1851, notamment un aureus de Néron. Un vieux chemin datant probablement de l'époque antique, baptisé plus tard chemin de la Reine Blanche, passait à proximité de la bastide. Un autre chemin, probablement une ancienne voie romaine, reliant Belvès à Couze, appelé camin Ferrat, « chemin Ferré », passait par Molières.

## Politique et administration

### Rattachements administratifs et électoraux
Dès 1790, la commune de Molières est rattachée au canton de Cadouin qui dépend du district de Belvès jusqu'en 1795, date de suppression des districts. En 1801, le canton est rattaché à l'arrondissement de Bergerac. Il change de nom en 1974, devenant le canton du Buisson-de-Cadouin.
Dans le cadre de la réforme de 2014 définie par le décret du 21 février 2014, ce canton disparaît aux élections départementales de mars 2015. La commune est alors rattachée au canton de Lalinde, lui aussi dépendant de l'arrondissement de Bergerac.

### Intercommunalité
Fin 1995, Molières intègre dès sa création la communauté de communes du Pays beaumontois. Celle-ci est dissoute au 31 décembre 2012 et remplacée au 1er janvier 2013 par la communauté de communes des Bastides Dordogne-Périgord.

### Administration municipale
La population de la commune étant comprise entre 100 et 499 habitants au recensement de 2017, onze conseillers municipaux ont été élus en 2020,.

### Liste des maires

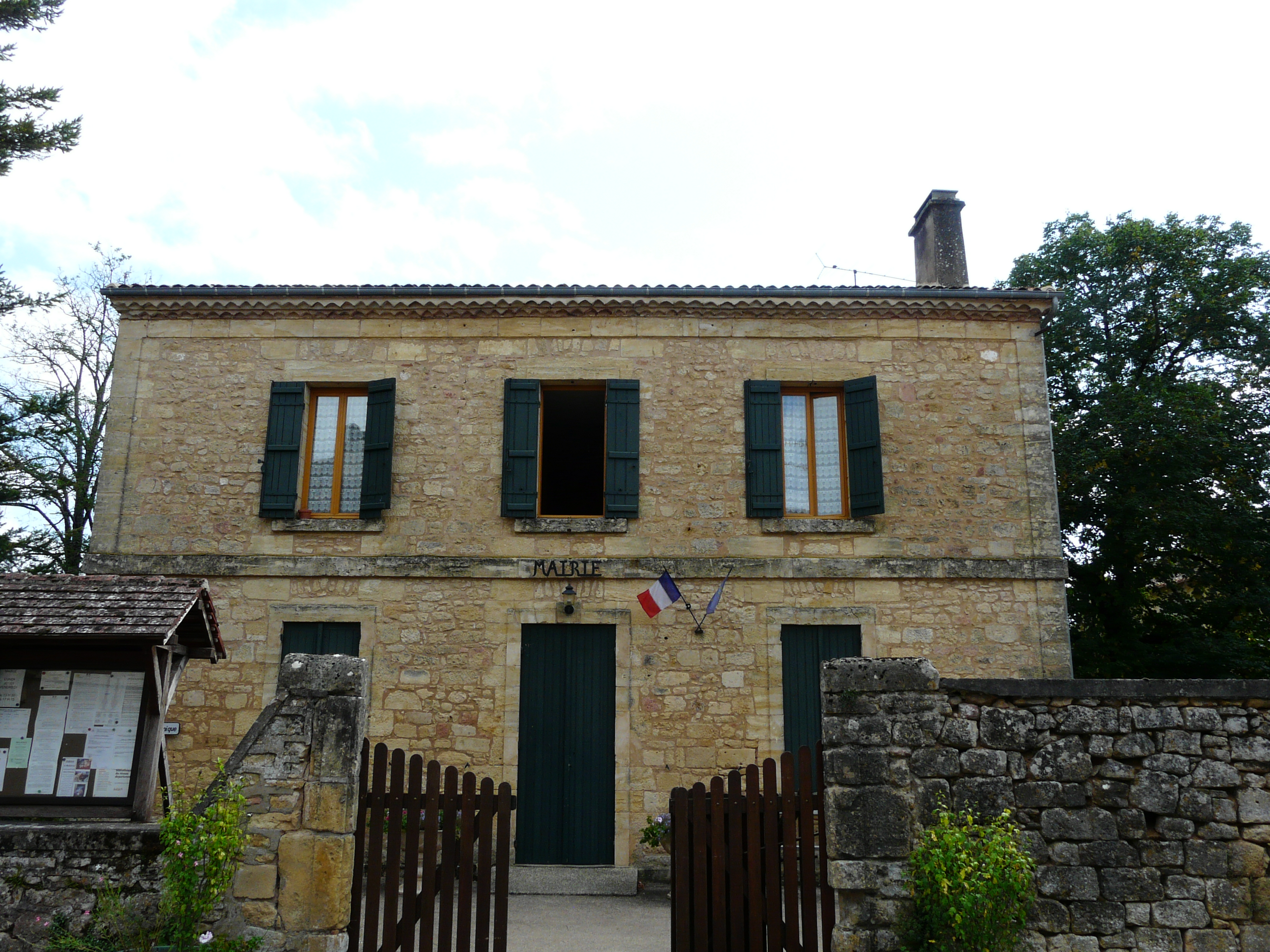
La mairie.

| Période                                  | Période       | Identité            | Étiquette | Qualité |
| ---------------------------------------- | ------------- | ------------------- | --------- | ------- |
| Les données manquantes sont à compléter. |               |                     |           |         |
|                                          | 1979          | Robert Lacoste      |           |         |
| 1979                                     | 1989          | Jean-Louis Simon    |           |         |
| 1989                                     | 2001          | Robert Daniel       |           |         |
| mars 2001                                | novembre 2008 | José Daniel         | SE        |         |
| novembre 2008                            | octobre 2011  | Isabelle Laan       | SE        |         |
| octobre 2011                             | novembre 2011 | Délégation spéciale |           |         |
| novembre 2011                            | avril 2014    | Alexandre Lacoste   |           |         |
| avril 2014                               | juillet 2020  | José Daniel         |           |         |
| juillet 2020                             | En cours      | Alexandre Lacoste   |           |         |

### Jumelages
Obenheim (France) (Bas-Rhin)

## Équipements et services publics

### Justice
Dans le domaine judiciaire, Molières relève : 
- du tribunal judiciaire, du tribunal pour enfants, du conseil de prud'hommes et du tribunal de commerce de Bergerac ;
- du pôle Nationalité du tribunal judiciaire de Périgueux (compétent uniquement dans le domaine de la nationalité) ;
- de la cour d'appel, du tribunal administratif et de la  cour administrative d'appel de Bordeaux.

## Population et société

### Démographie
L'évolution du nombre d'habitants est connue à travers les recensements de la population effectués dans la commune depuis 1793. Pour les communes de moins de 10 000 habitants, une enquête de recensement portant sur toute la population est réalisée tous les cinq ans, les populations de référence des années intermédiaires étant quant à elles estimées par interpolation ou extrapolation. Pour la commune, le premier recensement exhaustif entrant dans le cadre du nouveau dispositif a été réalisé en 2004.

En 2022, la commune comptait 352 habitants, en évolution de +7,65 % par rapport à 2016 (Dordogne : +0,37 %, France hors Mayotte : +2,11 %).
| 1793 | 1800 | 1806 | 1821 | 1831 | 1836 | 1841 | 1846 | 1851 |
| ---- | ---- | ---- | ---- | ---- | ---- | ---- | ---- | ---- |
| 755  | 734  | 805  | 881  | 943  | 970  | 952  | 981  | 982  |

| 1856 | 1861 | 1866 | 1872 | 1876 | 1881 | 1886 | 1891 | 1896 |
| ---- | ---- | ---- | ---- | ---- | ---- | ---- | ---- | ---- |
| 904  | 887  | 887  | 821  | 839  | 812  | 799  | 712  | 704  |

| 1901 | 1906 | 1911 | 1921 | 1926 | 1931 | 1936 | 1946 | 1954 |
| ---- | ---- | ---- | ---- | ---- | ---- | ---- | ---- | ---- |
| 624  | 585  | 558  | 476  | 527  | 503  | 460  | 439  | 400  |

| 1962 | 1968 | 1975 | 1982 | 1990 | 1999 | 2004 | 2006 | 2009 |
| ---- | ---- | ---- | ---- | ---- | ---- | ---- | ---- | ---- |
| 358  | 347  | 283  | 294  | 315  | 292  | 309  | 313  | 319  |

| 2014 | 2019 | 2022 | - | - | - | - | - | - |
| ---- | ---- | ---- | - | - | - | - | - | - |
| 323  | 335  | 352  | - | - | - | - | - | - |

### Manifestations culturelles et festivités
En septembre, festival de théâtre « Molières en scène » sur deux jours (16e édition en 2024).
Début novembre, Fête de la noix (10e édition en 2024).

## Économie

### Emploi
En 2015, parmi la population communale comprise entre 15 et 64 ans, les actifs représentent 142 personnes, soit 43,6 % de la population municipale. Le nombre de chômeurs (neuf) a diminué par rapport à 2010 (quatorze) et le taux de chômage de cette population active s'établit à 6,4 %.

### Établissements
Au 31 décembre 2015, la commune compte cinquante établissements, dont vingt-quatre au niveau des commerces, transports ou services, dix dans l'agriculture, la sylviculture ou la pêche, six dans l'industrie, cinq dans la construction, et cinq relatifs au secteur administratif, à l'enseignement, à la santé ou à l'action sociale.

## Culture locale et patrimoine

### Lieux et monuments
- Château de Molières[56], XIIIe et XIVe siècles, dont les ruines sont inscrites au titre des monuments historiques en 1948[57],[58].

Ce château est appelé d'après une légende le « château de la Reine Blanche ». Il ne reste que l'enceinte avec remparts et un donjon carré, isolé au milieu de l'enceinte. La construction du château a commencé après 1314 par le sénéchal de Périgord, Guilhem de Toulouse. À cette date, il avait choisi de faire de Molières une base fortifiée pour exercer son autorité. Il se plaint alors de n'y avoir aucune maison forte pour s'y protéger, sauf une tour qui sert de prison, édifiée à l'angle de la bastide au moment de sa construction. Il entreprend alors la construction du château avec ses propres deniers. Il demande le remboursement de la dépense au roi qui accepte en mai 1315. Mais en 1318, l'administration centrale de Londres lui demande de s'adresser au connétable de l'Ombrière. Sa construction s'est alors arrêtée comme l'indique un acte de mars 1320. Le mur d'enceinte à base carrée de 50 mètres de côté a été terminé jusqu'au niveau du chemin de ronde. Au milieu se trouve une tour de six mètres de côté qui est la tour contemporaine de la création de la bastide.
- Une première église Saint-Jean[59], au nord de la bastide et antérieure à celle-ci, a donné son nom à la paroisse sancti Johannis de Molarii[60]. L'église actuelle de la bastide est dédiée à Notre-Dame-de-la-Nativité[60],[61]. Vaste église du XIVe siècle à nef unique, elle a une certaine ressemblance avec celle de Beaumont-du-Périgord. De plan rectangulaire, son clocher carré est accolé au flanc nord. La nef n'est plus voûtée à la suite d'une restauration. Elle est inscrite au titre des monuments historiques en 1948[62].
- Maison du Bayle. Seule maison à cornières subsistant au coin sud-ouest de la place[63], elle tire son nom du représentant du Roi en la bastide[64]. Sur la face ouest, deux baies géminées terminées par deux trilobes sont séparées par une colonnette. Elle est classée au titre des monuments historiques en 1920[65].
- Manoir de Sautet, des XVIIe et XVIIIe siècles, inscrit au titre des monuments historiques pour ses façades et toitures en 1972[66].

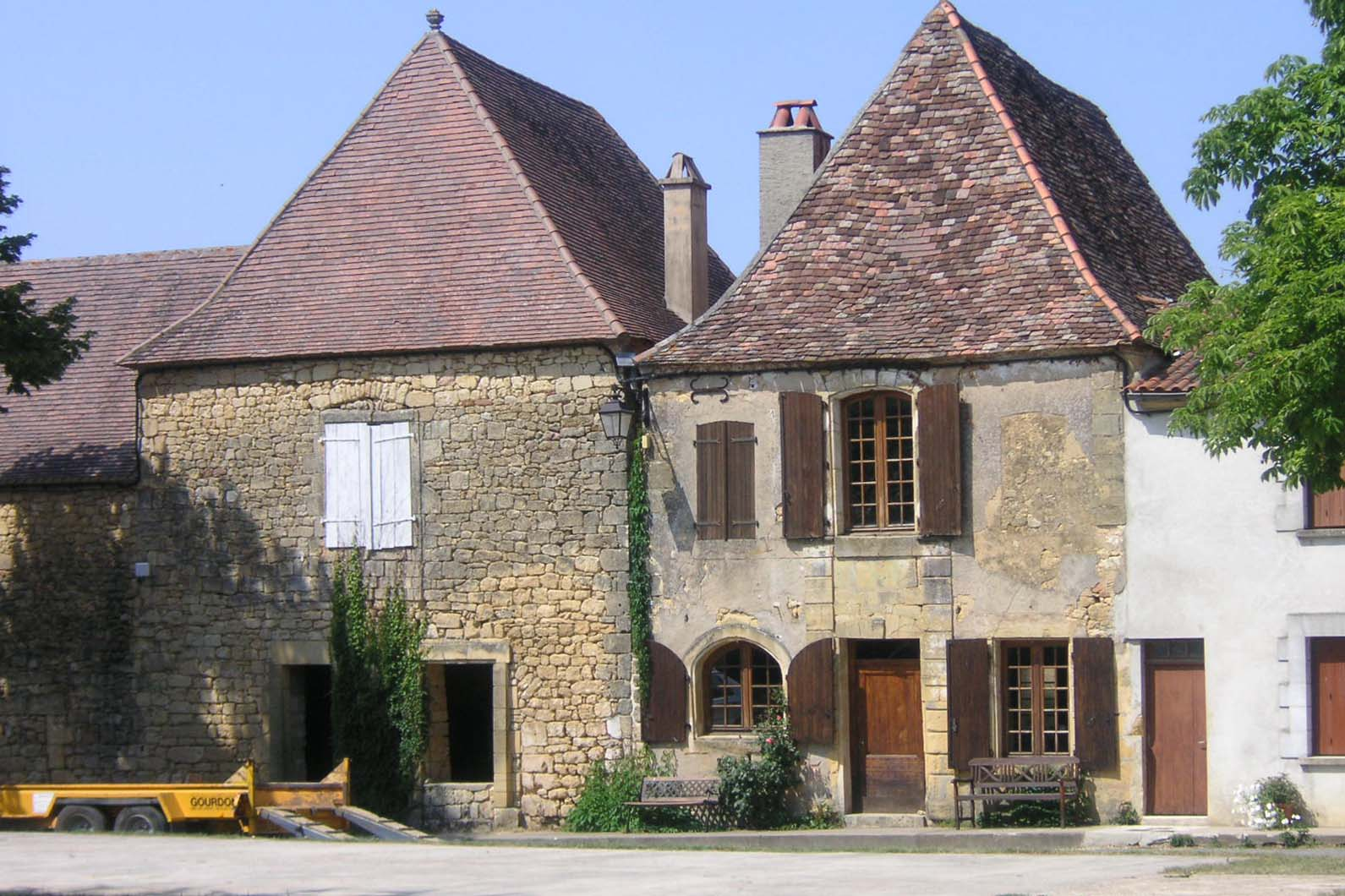
La place de la bastide.
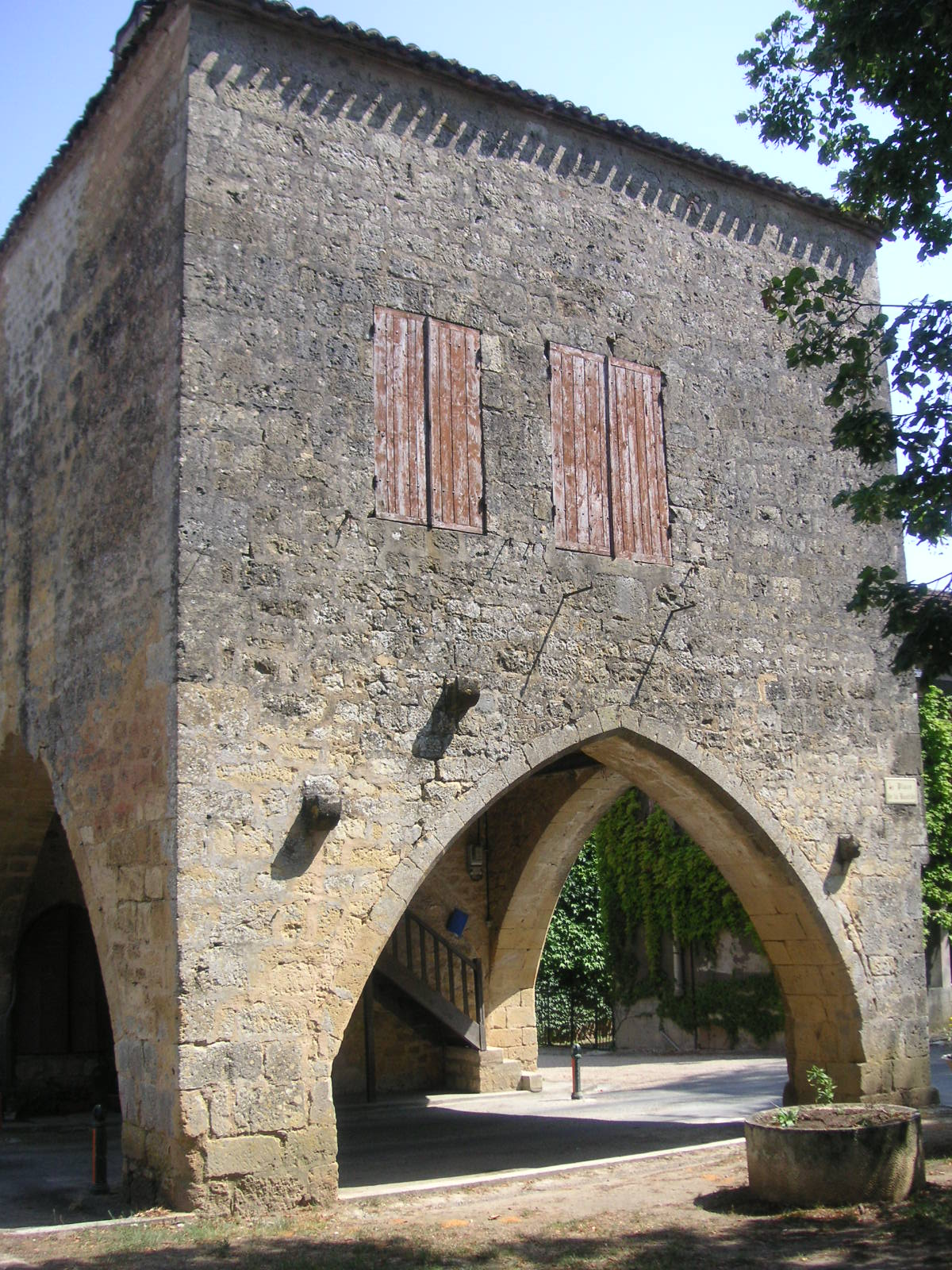
La maison du Bayle.
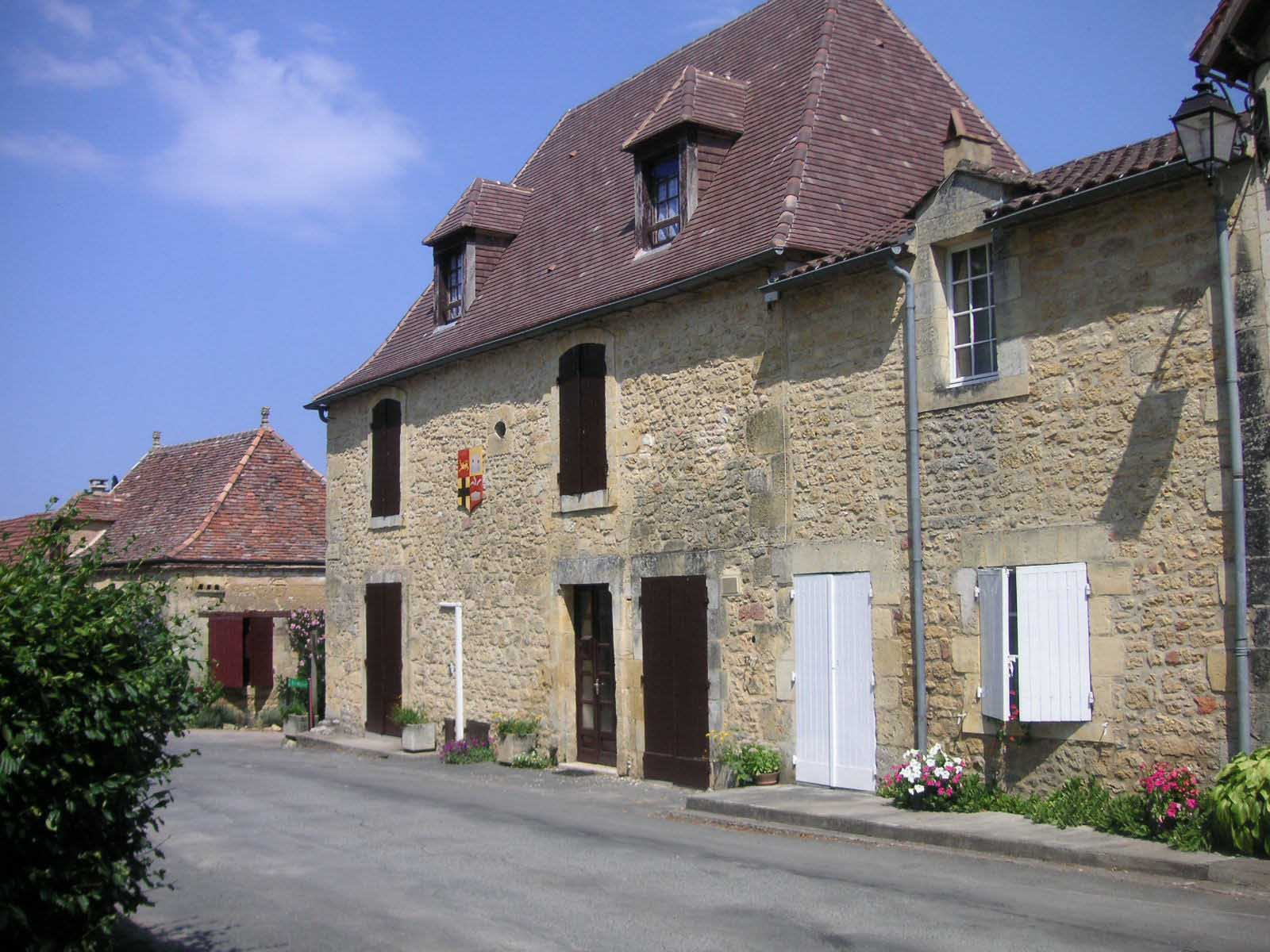
La place de la bastide.
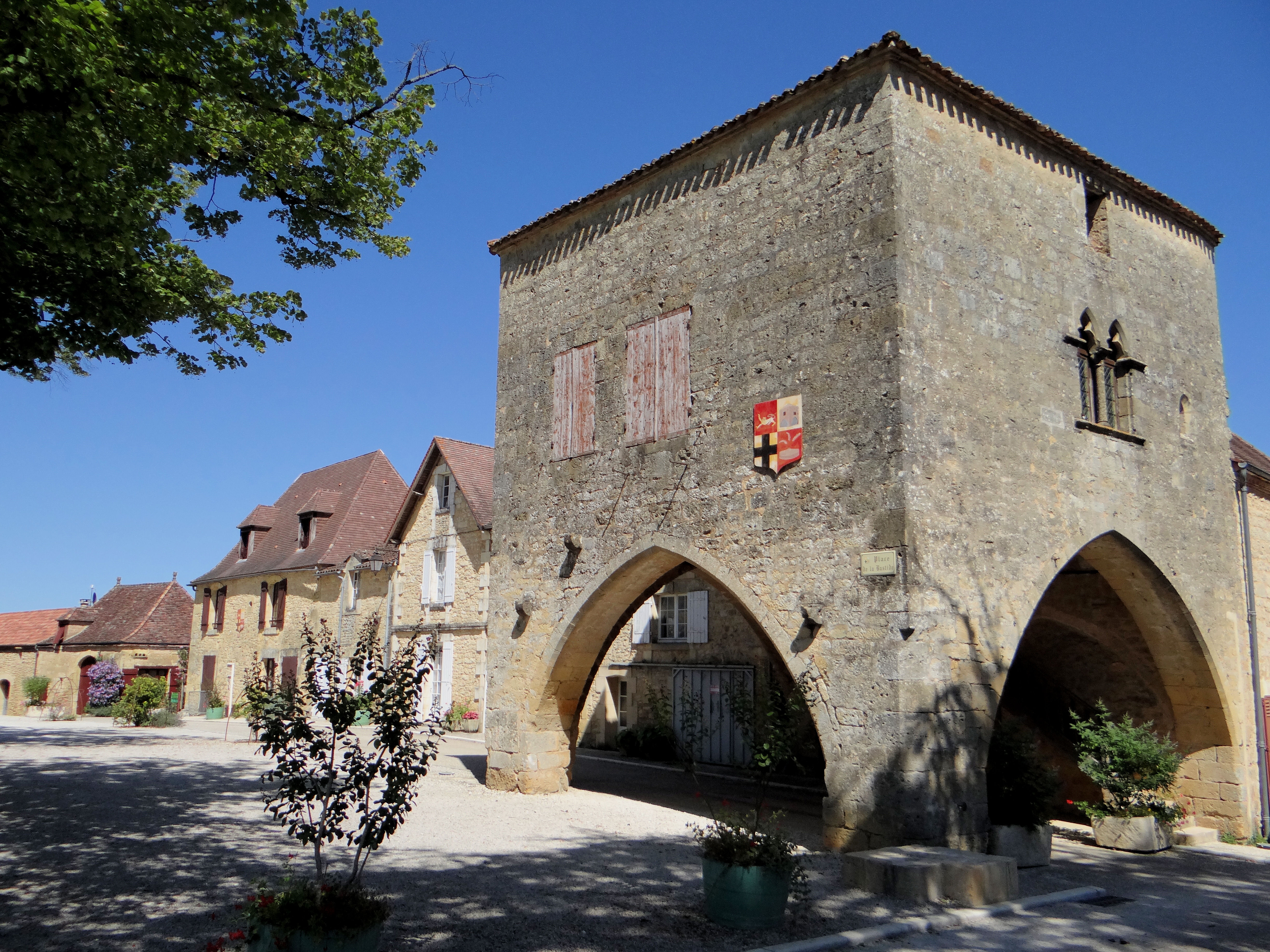
La place de la bastide avec la maison du Bayle.
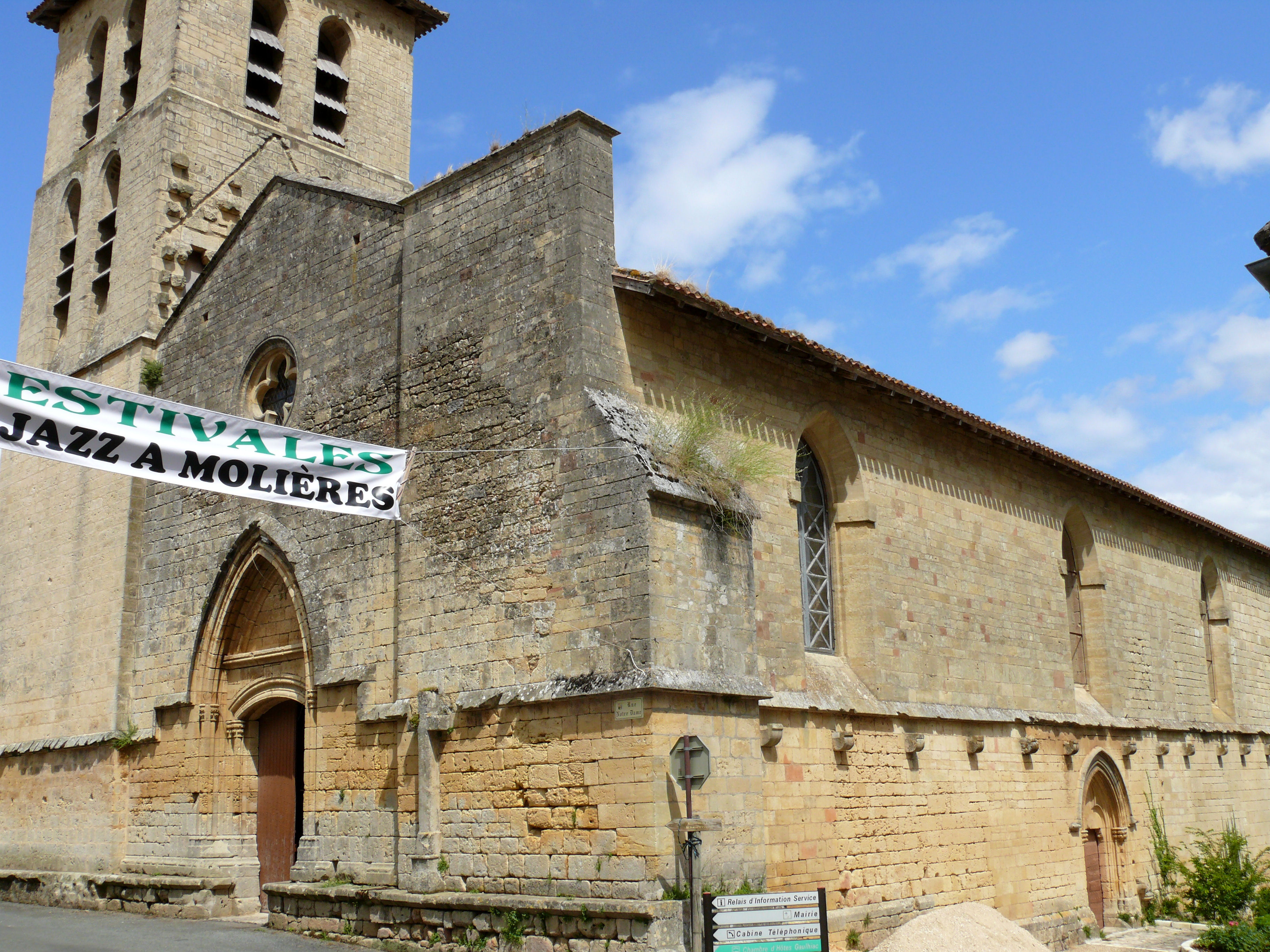
Église - Façade.
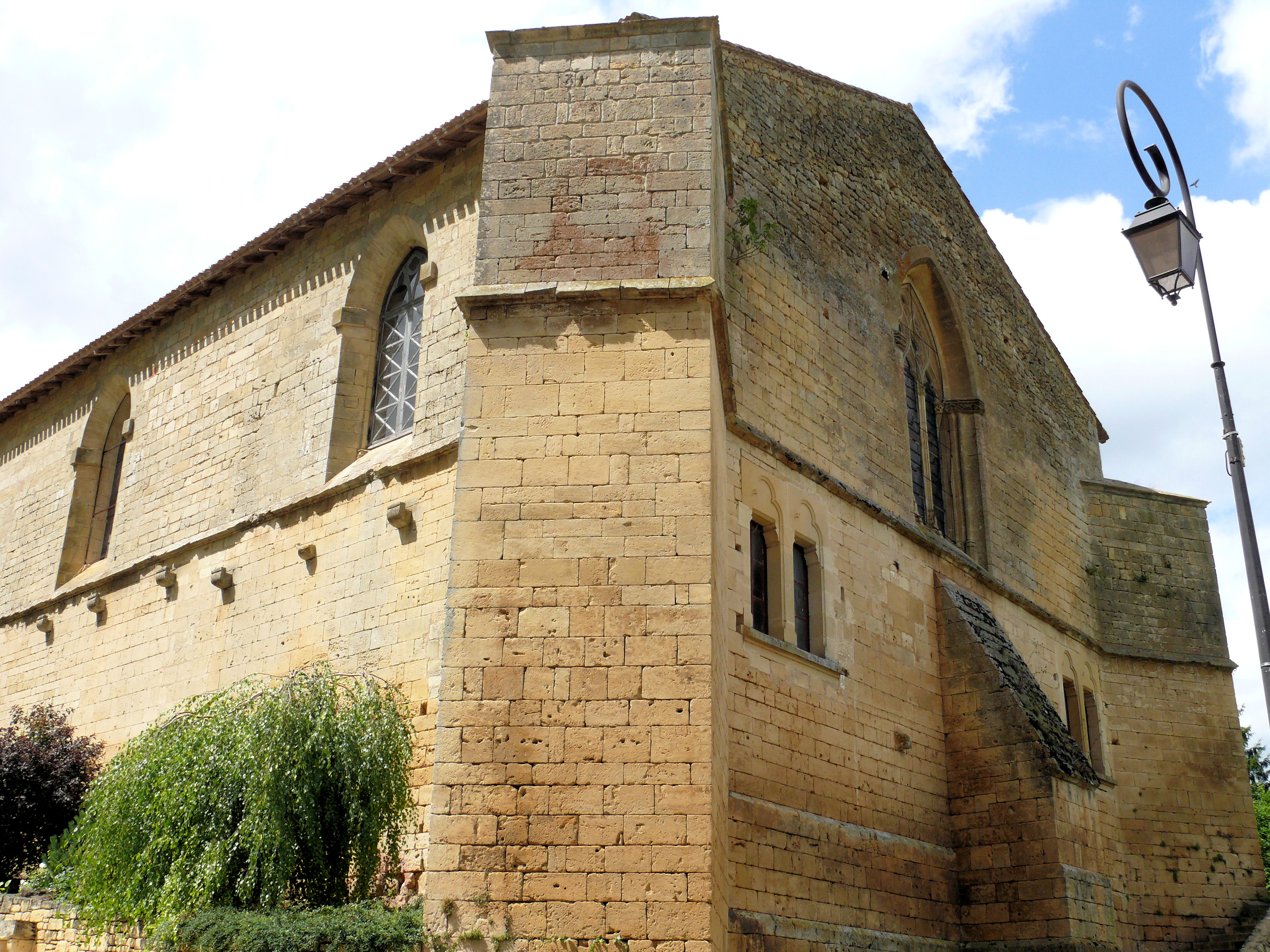
Église - Chevet.
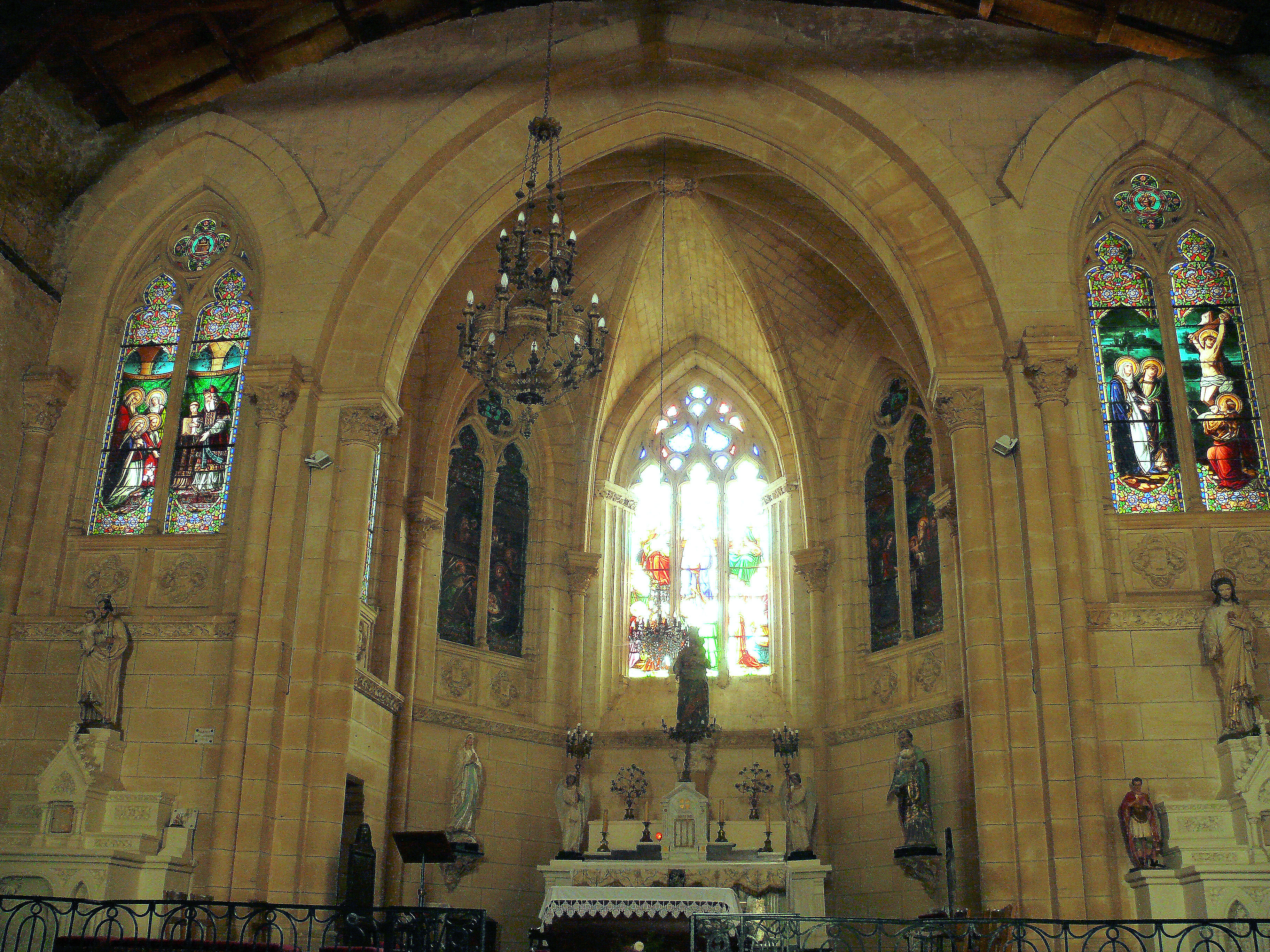
Église - Chœur et abside.
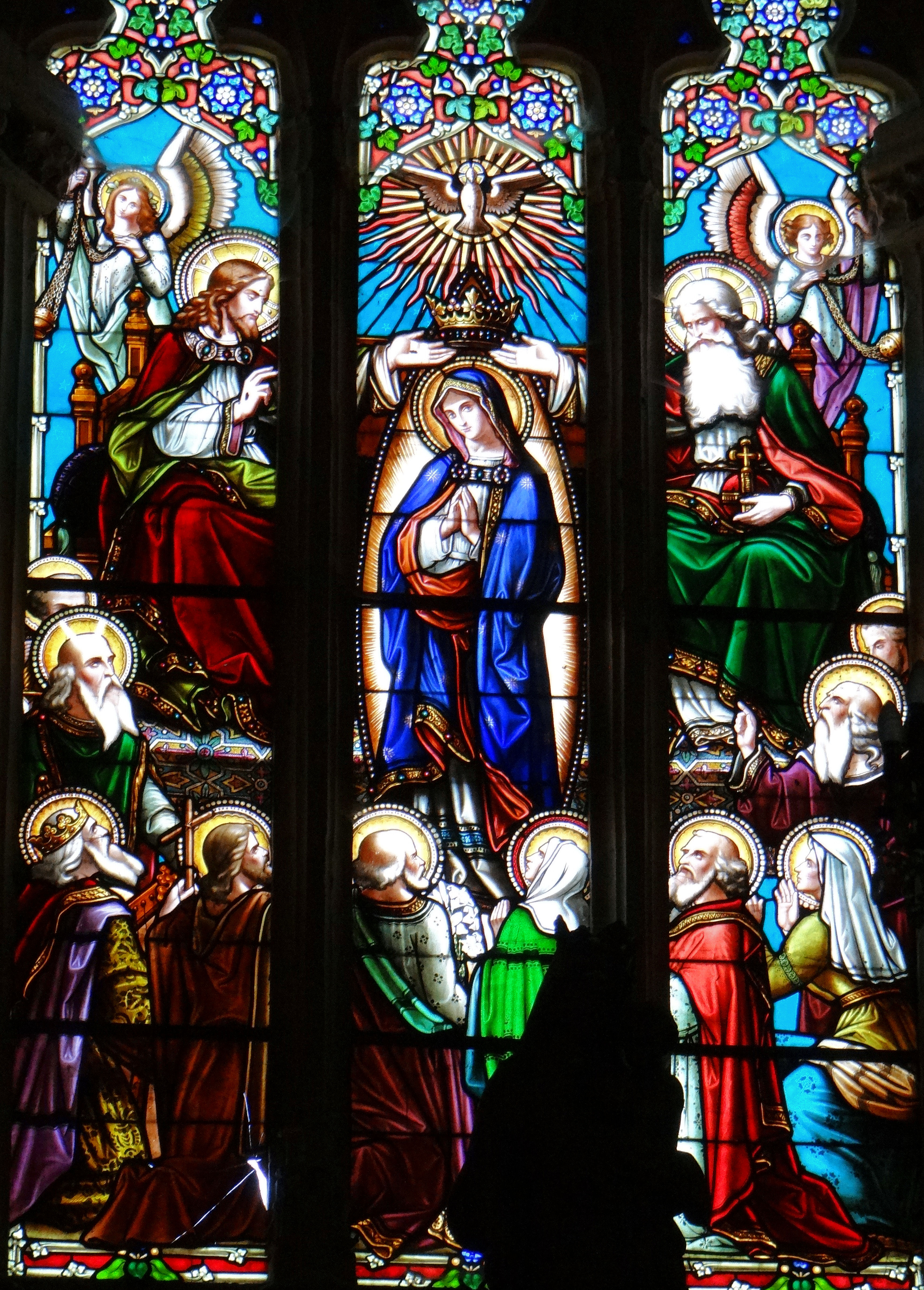
Vitrail du couronnement de la Vierge.
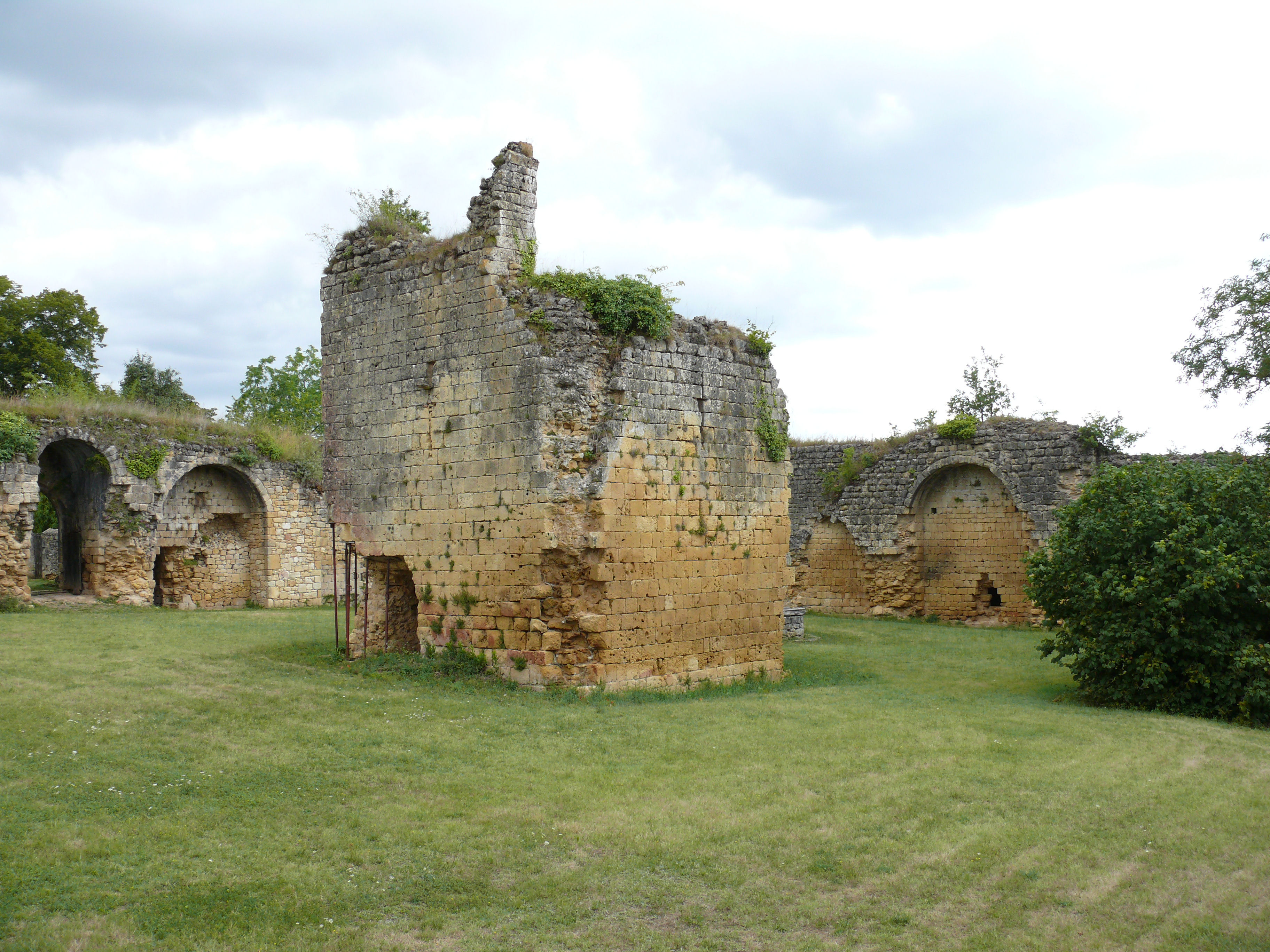
Château - Cour et tour centrale.
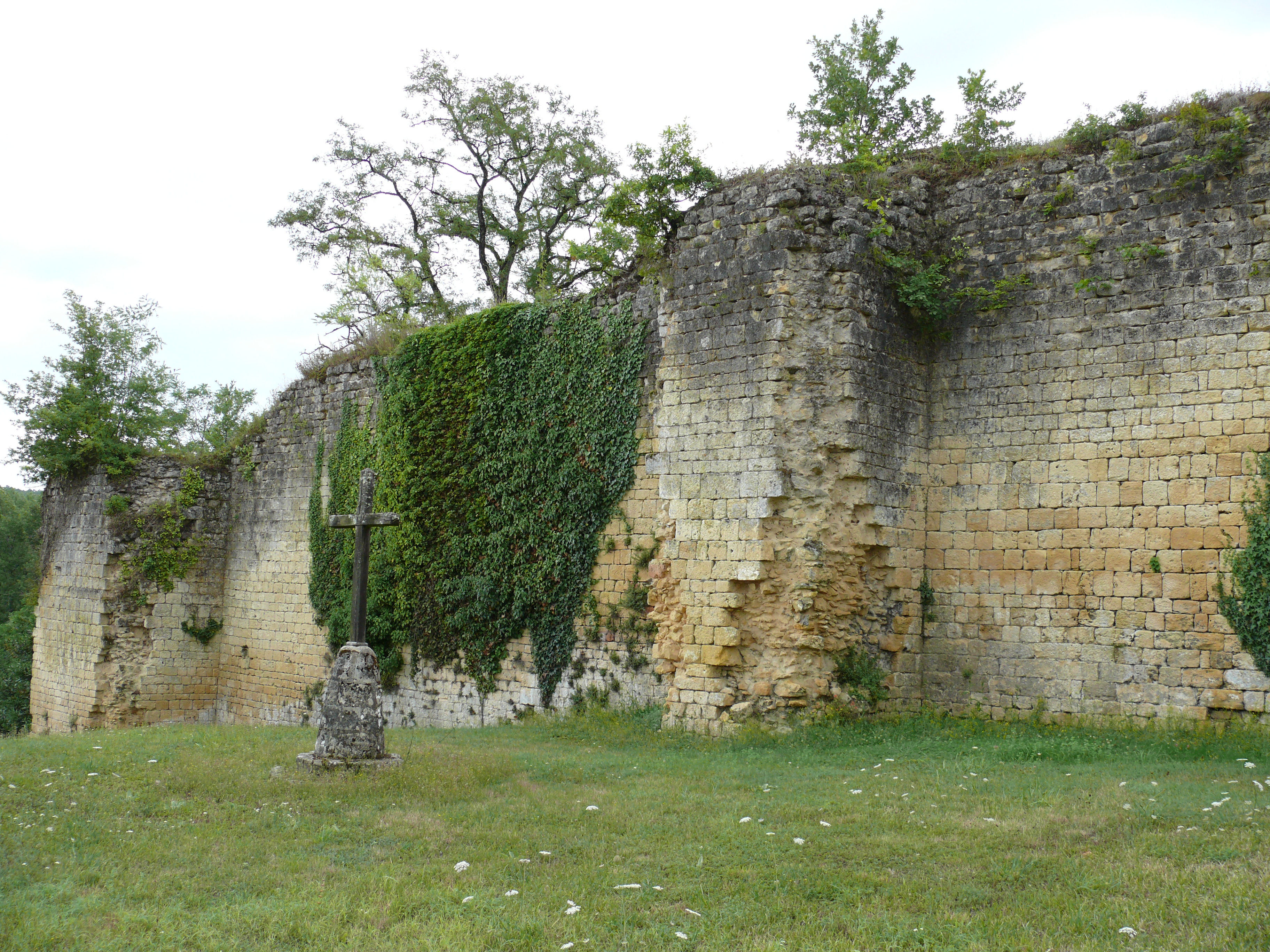
Château - Enceinte.

### Patrimoine naturel
Toute la partie sud-est, soit près d'un tiers du territoire communal, se situe dans la forêt de la Bessède, zone naturelle d'intérêt écologique, faunistique et floristique (ZNIEFF) de type II,.

### Héraldique
| Blason de Molières | Blason  | Écartelé : au 1er de gueules à un léopard d'or, armé et lampassé d'azur, au 2e d'or à une tour carrée d'argent, couverte de gueules, mise en perspective, ouverte de deux arcades ogivales d'azur et ajourée de sable, au 3e d'or à une croix de sable, au 4e de gueules à un bouquet de trois épis de blé d'argent mouvant du trou d'une meule du même. |
| Blason de Molières | Détails | * Il y a là non-respect de la règle de contrariété des couleurs : ces armes sont fautives (argent sur or). Le statut officiel du blason reste à déterminer. |

## Pour approfondir